# Anoplodactylus digitatus
Anoplodactylus digitatus är en havsspindelart som först beskrevs av Böhm, R. 1879.  Anoplodactylus digitatus ingår i släktet Anoplodactylus och familjen Phoxichilidiidae. Inga underarter finns listade i Catalogue of Life.